# Teddy Baguilat jr.
Teodoro Brawner Baguilat jr. (Manilla, 30 juli 1966) is een Filipijns politicus. Baguilat was raadslid en burgemeester van Kiangan. Nadien was hij van 2001 tot 2004 en van 2007 tot 2010 gouverneur van Ifugao. In 2010 werd hij namens zijn geboorteprovincie Ifugao gekozen als lid van het Filipijns Huis van Afgevaardigden. In 2013 en 2016 werd hij herkozen. 

## Biografie
Baguilat werd geboren op 30 juli 1966 in de Filipijnse hoofdstad Manilla. Hij is de zoon van Teodoro Baguilat sr. en Felisa Brawner-Baguilat en heeft vier broers en een zus. Na zijn middelbareschoolopleiding aan de Saint Joseph’s School in Kiangan studeerde hij massacommunicatie aan de University of the Philippines. Na het behalen van zijn Bachelor-diploma werkte hij een tijdje voor het Ministerie van Milieu en Natuurlijke Hulpbronnen (DENR). Later was hij onderzoeksjournalist voor het televisieprogramma Viewpoint van GMA-7 en verslaggever voor People's News Service van de Partido Demokratiko Sosyalista ng Pilipino tot 1989. In 1992 werd hij gekozen als raadslid van Kiangan. Drie jaar later volgde bij de verkiezingen van 1995 een verkiezing tot burgemeester van deze gemeente. In 1998 werd hij herkozen, waarna hij bij de verkiezingen van 2001 een gooi deed naar het gouverneurschap van de provincie Ifugao. Hij won deze verkiezingen en diende een termijn als gouverneur. In 2007 werd Baguilat voor een tweede termijn als gouverneur, waarna hij bij de verkiezingen van 2010 namens Ifugao een zetel in het Filipijns Huis van Afgevaardigden veroverde. In 2013 en 2016 werd hij herkozen.
Baguilat heeft zich in zijn carrière als politicus ingezet om het culturele erfgoed van Ifugao te beschermen. Zo is hij sinds 2004 president van de Save the Ifugao Terraces Movement (SITMO).